# Санта-Крус-Кабралия
Санта-Крус-Кабралия (порт. Santa Cruz Cabrália)  —  город и муниципалитет в Бразилии, входит в штат Баия. Составная часть мезорегиона Юг штата Баия. Входит в экономико-статистический  микрорегион Порту-Сегуру. Население составляет 36 544 человека на 2006 год. Занимает площадь 1550,791 км². Плотность населения — 23,6 чел./км².

## История
Город основан 23 июля 1564 года.

## Статистика
- Валовой внутренний продукт на 2005 год составляет 103 838 реалов (данные: Бразильский институт географии и статистики).
- Валовой внутренний продукт на душу населения на 2005 год составляет 2987 реалов (данные: Бразильский институт географии и статистики).
- Индекс развития человеческого потенциала на 2000 год составляет 0,688 (данные: Программа развития ООН).

## Галерея

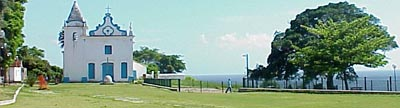
Собор
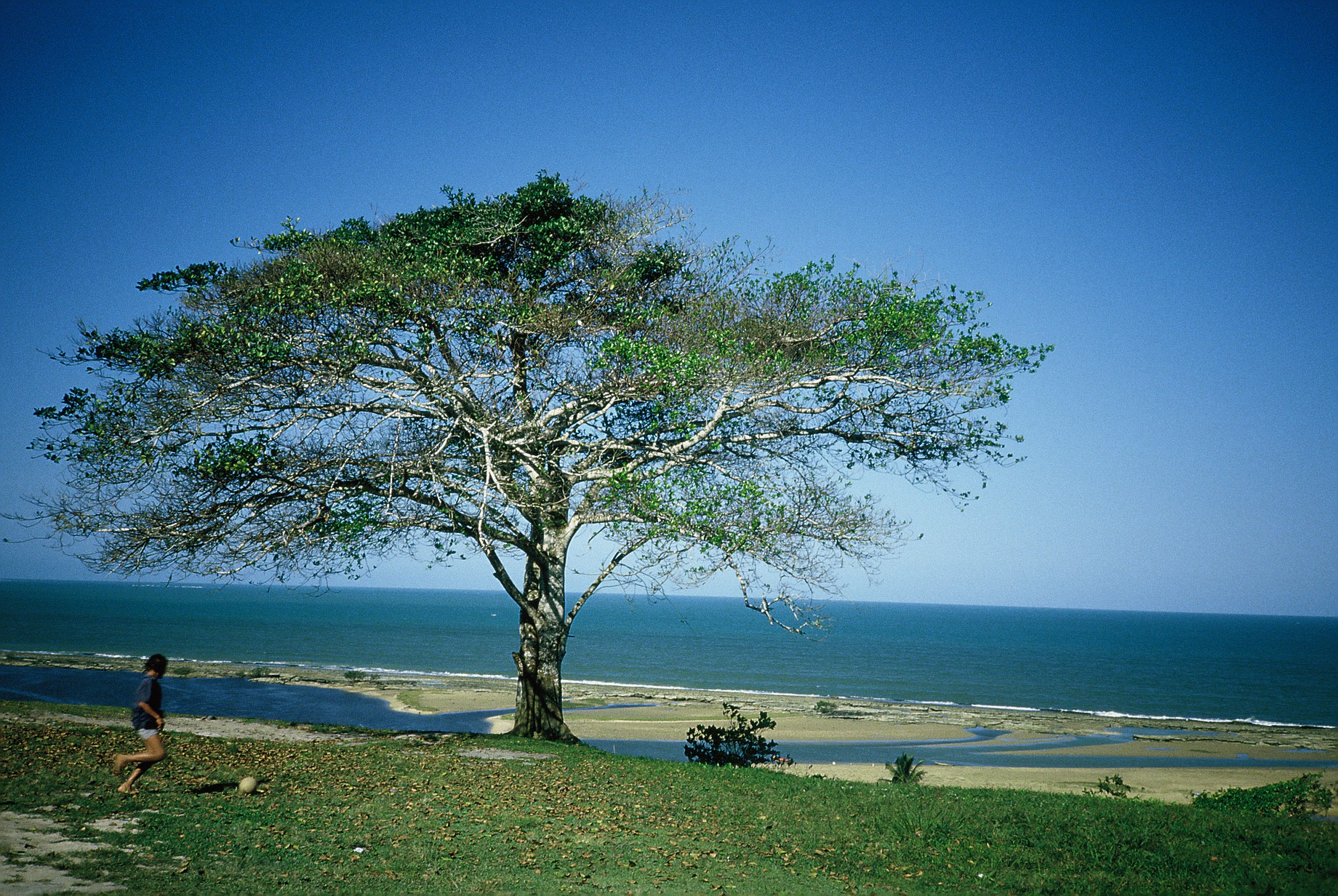
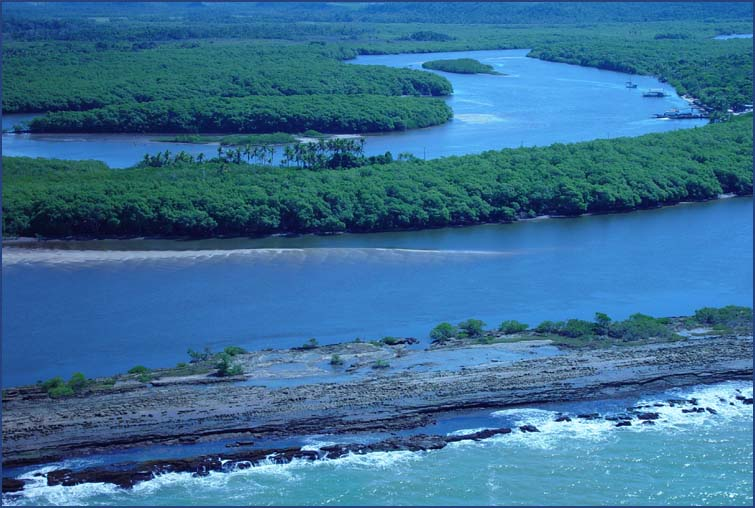